# Pedro Ximénez
Pedro Ximénez (também referida como Pedro Jiménez ou PX) é uma casta de uva branca da família da Vitis vinifera, muito popular na Espanha, sendo conhecida como a segunda uva mais utilizada para a produção de xerez.
Na Austrália, com produção de excelente rendimento (20 toneladas por acre), a Pedro Ximenez é utilizada para confecção de vinhos fortificados de baixa qualidade.
Na Espanha, a Pedro Ximenez é usada para produção de xerez de sobremesa muito doce, denso e bem escuro. Este xerez leva o mesmo nome da uva.